# Beyond VANITAS
「beyond VANITAS」（ビヨンドヴァニタス）は、2022年7月20日に発売されたPipping Hotのデビューシングル。

## 概要
「ael-アエル-」から「Pipping Hot」へ名前を変え、パワーアップした5人が新たなステージに向け走り出す。
メンバーは有光陽稀、雫月Lee、八雲杏、逢坂朔玖、碇たくみ。

## 収録曲
テイチクレコード公式サイト内の紹介ページによる。

### 初回限定盤A
CD
1. beyond VANITAS
  - 作詞：矢作綾加
  - 作曲：小林俊太郎
  - 編曲：佐久間誠
2. 感情リアリズム
  - 作詞・作曲：阿久津健太郎
  - 編曲：佐久間誠

DVD
- 「beyond VANITAS」Music Video

### 初回限定盤B
CD
1. beyond VANITAS
2. 感情リアリズム

DVD
- 「beyond VANITAS」MVメイキング映像

### 通常盤
1. beyond VANITAS
2. 感情リアリズム
3. Catastrophe Bomb
  - 作詞：矢作綾加
  - 作曲：中原弘斗
  - 編曲：佐久間誠
4. beyond VANITAS（Instrumental）
5. 感情リアリズム（Instrumental）
6. Catastrophe Bomb（Instrumental）